# Erbprinzentanne
Die Siedlung Erbprinzentanne gehört zur Berg- und Universitätsstadt Clausthal-Zellerfeld und liegt in etwa 560 Meter über dem Meeresspiegel wenige Kilometer nördlich von Clausthal-Zellerfeld im Landkreis Goslar. Der Ort besteht aus einem großen Gebäudekomplex, in welchem sich bis 2011 die Klinik des Rehazentrums Oberharz befand. Weitere vier Wohnhäuser grenzen an diese an. Erbprinzentanne befindet sich an der Bundesstraße 241 und an der Alten Harzstraße zwischen Clausthal-Zellerfeld im Süden und Goslar im Norden. Das Goslarer Stadtzentrum ist 16 Kilometer entfernt, während Clausthal-Zellerfeld in unmittelbarer Nachbarschaft liegt.

## Klinik
Die Lungenheilanstalt Erbprinzentanne, in der Verwaltung der LVA Hannover als EPT bezeichnet, diente nach dem Krieg der Isolierung und Behandlung von an Lungentuberkulose erkrankten Männern. Nachdem in den 1960er Jahren die Fälle von Lungentuberkulose seltener geworden waren, wurde die Versorgung im Verantwortungsbereich der LVA Hannover durch die Kliniken Am Hasenbach und Diekholzen abgedeckt und Erbprinzentanne als Rehaklinik weitergeführt.
Seitdem diese im August 2011 in das neue Rehazentrum Oberharz am Schwarzenbacher Teich umgezogen ist, steht das Gebäude leer. Im September 2012 gab es ein Kaufinteresse seitens einer chinesischen Investorengruppe, welche ein Zentrum für traditionelle chinesische Medizin errichten wollte. Diese Pläne werden weiter verfolgt; der Kauf ist zwischenzeitlich getätigt und die Gebäude sollen demnächst in der Außenansicht eine eher chinesisch wirkende Gestaltung erhalten.
Der chinesische Großinvestor wollte ab Februar 2023 die seit zehn Jahren leerstehende Erbprinzentanne für 100 Millionen Euro umbauen. Ein Zentrum für chinesische Medizin sollte entstehen. Der Landkreis Goslar äußerte jedoch Bedenken zu einem Baustart im Februar. Mit dem Tod des Investors erscheint die zukünftige Realisierung des Projekts fraglich.

## Sehenswürdigkeiten
In der Umgebung der Siedlung befinden sich mehrere Teiche des Oberharzer Wasserregals, welches zum Weltkulturerbe der UNESCO erklärt wurde. Dazu gehören:
- Stadtweger Teich
- Schröterbacher Teich
- Mühlenteich
- Unterer Kellerhalsteich